# 前立腺特異抗原
前立腺特異抗原(ぜんりつせんとくいこうげん prostate-specific antigen : PSA、PA)は、前立腺から分泌され精液中に含まれている酵素（生体物質）で抗原性を持つ物質。前立腺癌の腫瘍マーカーとして使用されるが、前立腺炎や前立腺肥大などでも上昇する。

## 概要
分子量33-34kの単鎖状糖蛋白で、セリンプロテアーゼに分類されるタンパク質分解酵素の一種。どういう機能を担っているのかは未解明であるが、精漿の粘度を調整して精子の運動を助けているのではないかと考えられている。
前立腺癌のとき血清中の含有量が上昇するため、腫瘍マーカーとして用いられるが、炎症(前立腺炎)や、前立腺肥大症などでも上昇することがある。多くの検査用キットでは4ng/ml以下が正常とされているが、最近は2.5ng/ml以下とするほうが良いとの意見もある。
かつては前立腺腫瘍マーカーとしては前立腺酸性ホスファターゼ（prostatic acid phosphatase：PAP）が用いられてきたが、癌（特に早期癌）が存在するにもかかわらず正常値となる（偽陰性）例が多い、という欠点があった。
1970年代にはこれに代わる前立腺腫瘍マーカーの研究が進められ、その成果として1979年に初めてPSAが単離された。PSAは早期前立腺癌においても陽性率が高く、また、数値の変動が病勢と一致するなど腫瘍マーカーとして理想的な特性を備えていたため、臨床的に広く使用されることとなった。
グレイゾーン（PSA値4-10ng/ml）の範囲で30%前後の確率（前立腺研究財団編：前立腺がん検診テキスト）で前立腺癌が発見される。しかし、言い換えればグレイゾーンでも70%前後は前立腺癌ではないことになる。「PSA高値＝前立腺癌」という盲信が、一般の人間に限らず医師の間にも常識になっているので注意が必要である。デュタステリド内服中だと、1/2程度の濃度に抑制されるので偽陰性が増加するため、デュタステリドを6か月以上内服している場合は、PSA値を2倍に乗算して評価する必要がある。
PAPよりも精度が上がったPSAといえども、前立腺肥大症・膀胱頚部硬化症・前立腺炎などの前立腺癌以外の病態の場合にも高値になるので、その判断には慎重を要する。
- 前立腺肥大症では、前立腺体積31mL以上，PSA 1.6ng/mL以上の前立腺肥大症では，それ未満に比べ急性尿閉の発生率が有意に高いと報告されている[7]。
- PSAスクリーニングによる前立腺癌死亡のリスク減少が報告されている。スクリーニング群では、非スクリーニング群と比べて前立腺癌死亡率が21%低かった。両群での全死因死亡には差はなかった[8]。
- PSAには、ACTという蛋白と結合しているものと、どの蛋白とも結合していないfree PSAが存在する。前立腺肥大症ではfreePSAの比率（F/T比）が高く、F/T比が20%以上であると前立腺癌の可能性は低い。
- PSAは肥大前立腺組織からも分泌されるため、前立腺癌でなくとも、前立腺肥大症ではPSA値は高くなる。PSA値を前立腺の体積で割ったPSA density（PSA密度）が0.15以上である場合、前立腺癌の可能性が高くなる[9]。
- PSA値の経時変化を追い、PSA値の上昇の速度(PSA velocity)を測ることにより、癌のリスクを評価する。1年間に0.8以上上昇する場合には精査を進める。